# Geneeskundige dienst Zeemacht
De Geneeskundige dienst Zeemacht is de geneeskundige dienst die fungeert binnen de Nederlandse Koninklijke Marine.

## Geschiedenis
In de 18e eeuw kon men via een examen een arts worden op een marineschip. Geëxamineerd werden twee medicinale doctores, medische behandelaars van interne heelkunde.
In 1815 werd de Leidse hoogleraar Sebald Justinus Brugmans belast met de leiding van de geneeskundige dienst ‘der Armee en der Marine’.
Per 1 januari 1853 werd een koninklijk besluit van kracht waarin werd bepaald dat “de geneeskundige dienst der zeemacht wordt gescheiden van die der landmacht”. De geneeskunde-eenheid werd onder Officier van Gezondheid der eerste klasse G.F. Pop een apart onderdeel.
In de laatste decennia van de 19e eeuw wisten de Officieren van Gezondheid met het korps een plek te verwerven binnen de Zeemacht, waar men niet meer omheen kon. De medische kennis van zowel de artsen als ziekenverplegers en apothekers werd door opleiding continue verbeterd en op een hoger niveau gebracht, wat essentieel bleek voor de medische zorg en het voortbestaan van de Geneeskundige Dienst van de Koninklijke Marine.

## Embleem
In keel een esculaap van goud. Het schild omgeven door een schildrand van azuur met in de bovenste helft Geneeskundige Dienst en in de onderste helft Zeemacht in Latijnse letters van zilver. Schild en schildrand omkranst door een oranjetak van sinopel, geplaatst op 2 gekruiste ankers van goud en gedekt met de koninklijke kroon. Als embleemspreuk 'paratus securusque sanitate' (slagvaardig en veilig door gezondheid) in Latijnse letters van goud op een lint van keel.